# Graf van de reus
Het graf van de reus (Frans: le tombeau des géants) is een megalithisch bouwwerk in het forêt de Brocéliande. Dit bos ligt ten westen van Rennes en staat tegenwoordig vermeld op kaarten als het bos van Paimpont. Het is gelegen in het departement Morbihan in Bretagne (Frankrijk). 

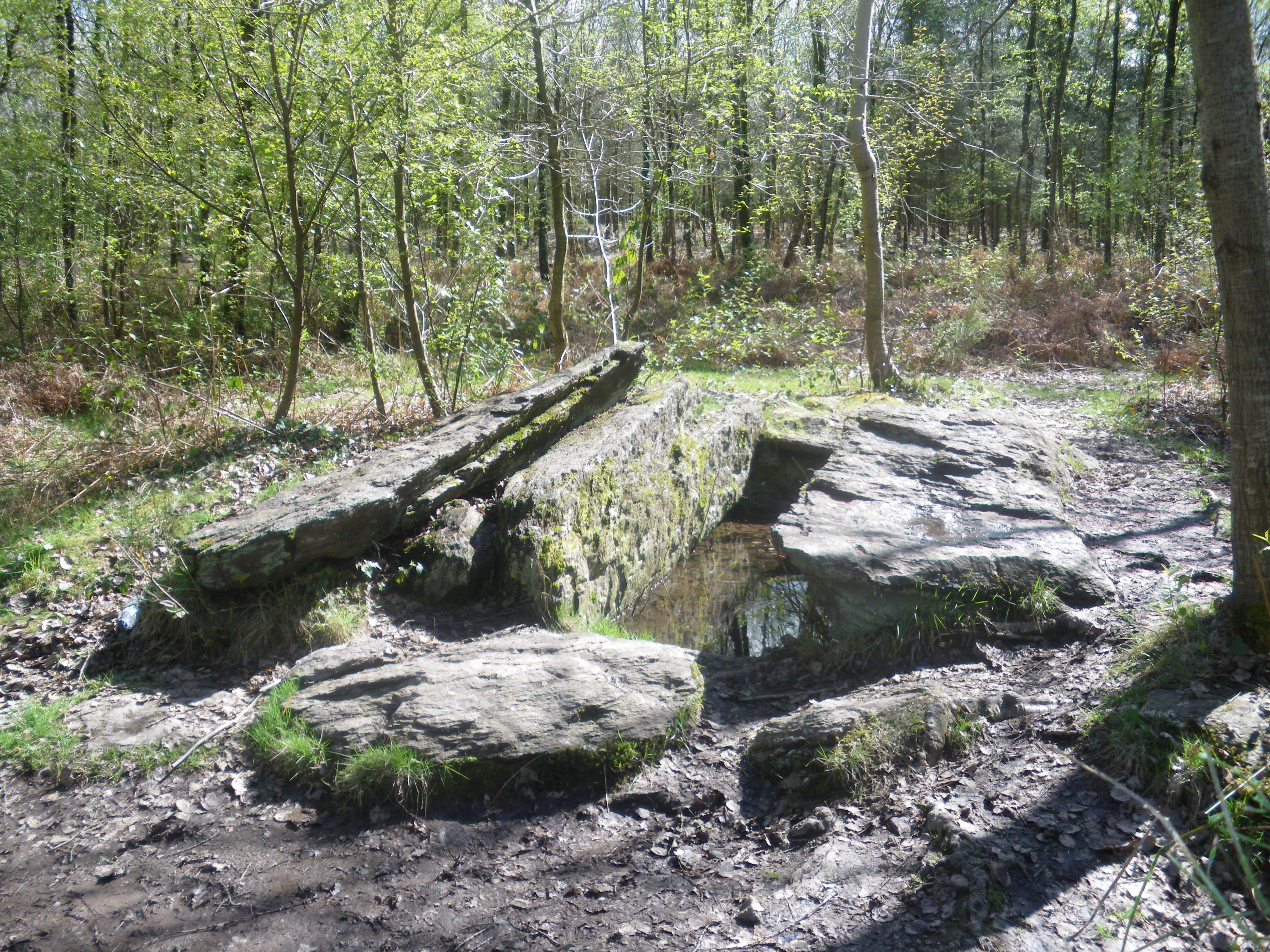
Het graf van de reus

In vroeger tijden werd het bouwwerk aangeduid als heksenrots. Het graf van de reus is een zeer groot gesloten hunebed. Het bevat een leisteen van 4,50 meter lengte en 1 meter in breedte. De enig overgebleven vloerplaat bestaat ook uit leisteen en is in de negentiende eeuw door schatzoekers naast het bouwwerk gelegd. De zijwanden zijn gemaakt van Stapelmuur (metselwerk bestaande uit natuursteen dat zonder hulp van mortel is opgericht). Van binnen is het bouwwerk zo'n 3 meter lang en 1,30 meter breed. Het hunebed is beschadigd.
Ongeveer 8 meter ten noorden van het bouwwerk is een menhir geplaatst met een lengte van 4 meter. Deze menhir maakt deel uit van een rij van graven uit de bronstijd (ca. 15e eeuw v.Chr.). Waarschijnlijk heeft men stenen uit een neolithische stenenrij uit de omgeving gebruikt voor de aanleg van het hunebed. Er zijn noord-zuid gerichte stenenrijen bekend in het bos van Paimpont. 
In de omgeving liggen meerdere megalithische bouwwerken, zoals het huis van Viviane (hôtié de Viviane) en het graf van Merlijn.

## Naamgenoot
Een natuurlijke formatie met dezelfde naam is te vinden in een bocht van de Semois nabij Bouillon in België. Ook in die omgeving bestaat, net zoals het huis van Viviane en La Roche-aux-Fées, een huis van de fee (Poupehan).

Graf van de reus nabij Bouillon